# Albert Dumont

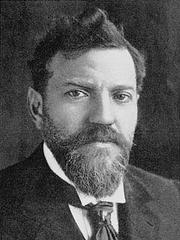
Albert Dumont um 1880

Albert Dumont (* 21. Januar 1842 in Scey-sur-Saône; † 11. August 1884 in La Queue-les-Yvelines) war ein französischer Historiker und Archäologe.
Dumont wuchs in Straßburg auf und besuchte von 1861 bis 1864 die École normale supérieure in Paris. Ab 1864 war er Mitglied der École française d’Athènes. Er wurde 1870 in Paris mit der Arbeit De plumbeis apud Græcos tesseris promoviert. Dumont wurde 1873 erster Direktor der École française de Rome im Palazzo Farnese, dem Sitz der französischen Botschaft in Rom, einem Ableger der École française d’Athènes. 1876 wurde er Direktor der École française d’Athènes, 1879 Directeur de l’enseignement supérieure in Paris.
Er befasste sich mit griechischer Kunst und speziell Vasenmalerei und Keramik. Zu seinen Schülern in Rom gehörten Eugène Müntz und Louis Duchesne. Außerdem spielte er eine wichtige Rolle in der Reformation des Unterrichts in Klassischer Archäologie in Frankreich nach deutschem Vorbild, Teil der Bildungsreformen nach der Niederlage 1870/71.
Dumont war ab 1882 Mitglied der Académie des Inscriptions et Belles-Lettres.

## Schriften (Auswahl)
- Le Musée Sainte-Irène à Constantinople. In: Revue archéologique Nouvelle Série 18, 1868, S. 237–263.
- Inscriptions céramiques de Gréce. Archives des missions scientifiques et littéraires, Band 6, Imprimerie Nationale 1871
- Peintures céramiques de la Grèce propre. Recherches sur les noms d’artistes lus sur les vases de la Grèce. Paris, Imprimerie Nationale 1874
- Fastes éponymiques d’athènes. Nouveau mémoire sur la chronologie des archontes ... et list alphabétique des éponymes. Paris, Imprimerie Nationale 1874
- Essai sur l’éphébie attique. 2 Bände, Paris, Didot 1876
- Terres cuites orientales et gréco-orientales; Chaldée, Assyrie, Phénicie, Chypre, et Rhodes. Paris, 1884
- mit Jules Chaplain: Les céramiques de la Grèce propre. 2 Bände. Didot, Paris 1888, 1890
- Notes et discours. 1873-1884. A. Colin, Paris 1885